# Bitwa pod Baranowiczami (1920)
Bitwa pod Baranowiczami – walki polskich 55 pułku piechoty i 56 pułku piechoty z oddziałami Armii Czerwonej w czasie ofensywy jesiennej wojsk polskich w okresie wojny polsko-bolszewickiej.

## Sytuacja ogólna
Po wielkiej bitwie nad Wisłą, Naczelne Dowództwo Wojska Polskiego zreorganizowało struktury wojskowe; zlikwidowało między innymi dowództwa frontów i rozformowało 1. i 5. Armię. Na froncie przeciwsowieckim rozwinięte zostały 2., 3., 4. i 6. Armia.
10 września, na odprawie w Brześciu ścisłych dowództw 2. i 4 Armii, marszałek Józef Piłsudski nakreślił zarys planu nowej bitwy z wojskami Frontu Zachodniego. Rozpoczęły się prace sztabowe nad planem bitwy niemeńskiej.
Toczona w dniach 20–28 września operacja zakończyła się dużym sukcesem militarnym Wojska Polskiego, a bój pod Lidą był jej zakończeniem.
Bezpośrednio po niej polskie dywizje przystąpiły do pościgu za pobitym nieprzyjacielem. Objął on rozległy front od Niemna na północy, aż po Prypeć na południu.
Polska 4 Armia gen. Leonarda Skierskiego parła czołowo i spychała 15 Armię na Mińsk i 16 Armię Nikołaja Sołłohuba na Słuck.
Po zwycięskim boju pod Słonimem 14 Wielkopolska Dywizja Piechoty ruszyła marszem forsownym na Baranowicze. Na jej czele maszerował 56 pułk piechoty.

## Walki pod Baranowiczami
O świcie ubezpieczenia bojowe 56 pułku piechoty wielkopolskiej dotarły pod Kurewicze.
Dowódca pułku rozwinął bataliony na prawo od szosy i rozpoczął natarcie na Baranowicze od wschodu i południa. Nieprzyjaciel, zaskoczony szybkim pojawieniem się Polaków, nie stawiał większego oporu. Niemal równocześnie do miasta wkroczyły, przywiezione na linie frontu samochodami, pododdziały 55 pułku piechoty.
Oddziały 14 Wielkopolskiej Dywizji Piechoty zajęły „stare okopy niemieckie” na wschód od Baranowicz, a dowódca dywizji nakazał odpoczynek.
Zatrzymanie natarcia wykorzystał nieprzyjaciel i 1 października uderzył na stanowiska 55. i 56 pułku piechoty. Polakom udało się jednak odeprzeć natarcie, a nocą z 1 na 2 października 5 i 8 kompania 56 pułku piechoty dokonały wypadu na wieś Litwę (gmina Darewo). W walce „na bagnety” rozbito obsadzające wieś oddziały sowieckie i wzięto około 200 jeńców.
Komunikat prasowy Sztabu Generalnego z 30 września 1920 donosił: Grupa wielkopolska posuwająca się ze strony Słonimia, zdobyła dnia 30-go b. m. brawurowym atakiem Baranowicze.